# Peter Kuglstätter
Peter Kuglstätter (* 1951 in Wels) ist ein österreichischer Architekt und Hochschullehrer an der Universität für künstlerische und industrielle Gestaltung Linz.

## Leben und Wirken
Kuglstetter studierte Architektur und beendete sein Studium als Magister der Architektur. Er ist Außerordentlicher Professor an der Universität für künstlerische und industrielle Gestaltung Linz. Anfang der 1990er Jahre war er mit den Planungen zum Umbau einer denkmalgeschützten Volksschule zum Evangelischen Museum Oberösterreich in Rutzenmoos betraut. Er war Anfang der 2000er Jahre als Redakteur im Bereich Denkmalpflege in Oberösterreich für das Österreichische Bundesdenkmalamt BDA tätig.

## Ausstellung
- Das Bauernhaus in Oberösterreich (Kunstuniversität Linz, 2010)[4]

## Veröffentlichungen
- Krumau, Architekturprojekte für eine böhmische Stadt, Linz, 1993
- Rieder Plätze, Städtebauprojekte für Ried im Innkreis, Linz, 1994
- Das evangelische Museum in Rutzenmoos – Vom Notwendigen und Erforderlichen, in: Verein Evangelisches Museum Oberösterreich (Herausgeber), Evangelisches Museum Oberösterreich Rutzenmoos, Linz, 2001, S. 88ff.
- Verlorenes Oberösterreich: Das Ziegelwerk Hannak in Breitschützing, in: Denkmalpflege in Oberösterreich mit Jahresbericht 2003, Linz, 2004, S. 78ff.
- Bauen für die Bahn, Projekte der Architekturschule an der Universität für künstlerische und industrielle Gestaltung in Linz, in: Anita Kuisle (Herausgeber): Kohle und Dampf. Oberösterreichische Landesausstellung Ampflwang 2006, Linz, 2006, S 289ff (zu Mühlkreisbahnhof Linz-Urfahr, Frachtenbahnhof Linz und Lilo-Bahnhof Linz)
- Kunstuniversität Linz (Herausgeber), Peter Kuglstätter (Projektleiter) und acht Studierende der Universität für künstlerische und industrielle Gestaltung: Die Wachauer Bahn, Linz 2008[5]

## Auszeichnungen
- Talentförderungsprämie für Architektur des Landes Oberösterreich (1982)
- OÖN-Architekturpreis vis à vis für das Evangelische Museum Oberösterreich